# Krypty w Christ Church

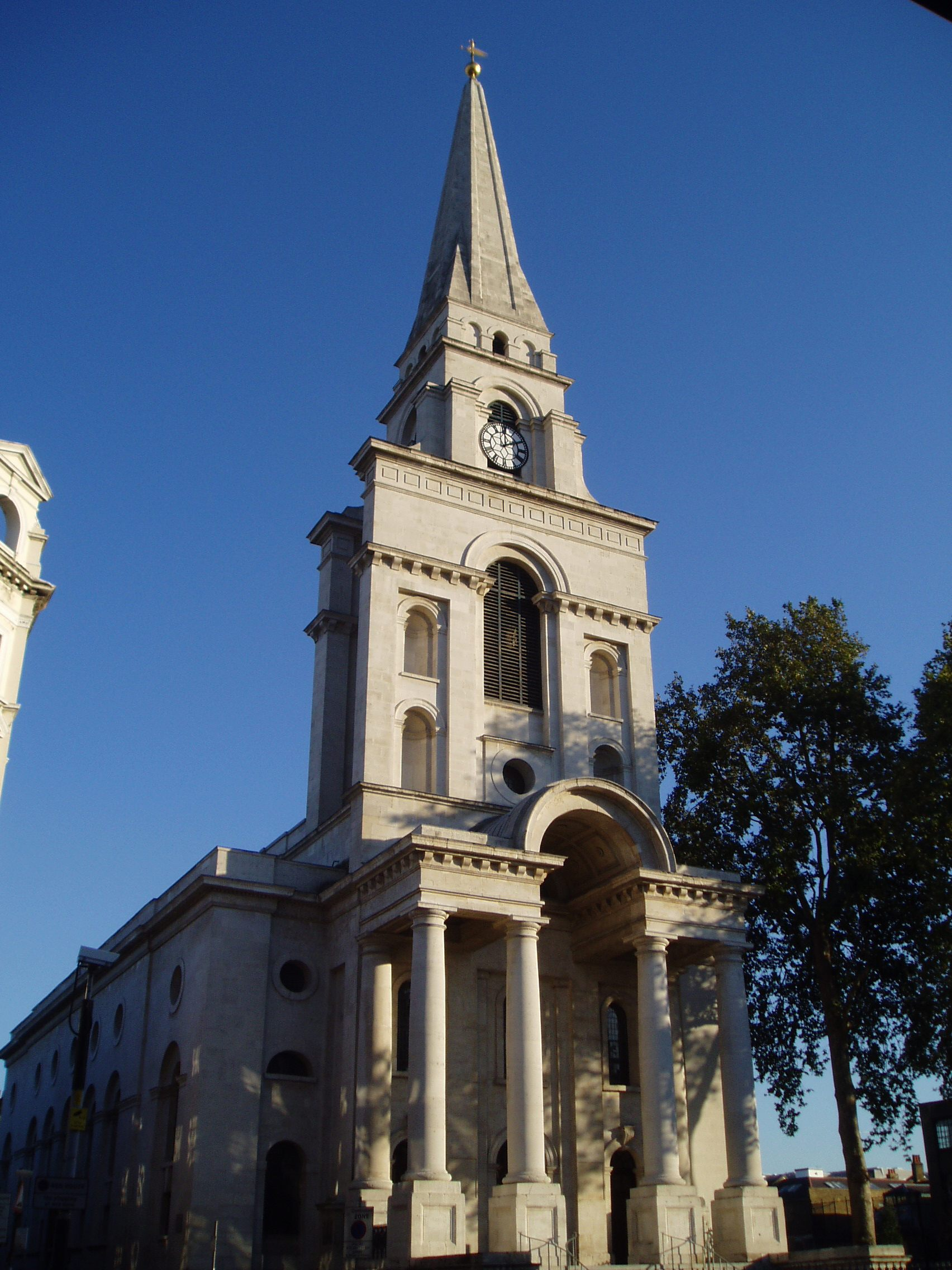
Christ Church w Spitalfields

Krypty w Christ Church – zespół ok. 1000 pochówków znajdujących się w krypcie anglikańskiego kościoła Christ Church w Spitalfields. 396 trumien zawiera przymocowane tabliczki z nazwiskiem, wiekiem oraz datą śmierci pochowanych w nich osób (jest wśród nich m.in. Peter Ogier (1711–1775) – tkacz). Krypty wraz ze znajdującymi się w nich zwłokami zostały przebadane przez archeologów w latach 1984–1986 przy wykorzystaniu wielu rozmaitych metod określania wieku materiału kostnego. Wśród pochowanych osób nie jest widoczna przewaga którejkolwiek z płci, a jedną trzecią stanowią dzieci i młodzież.

## Charakterystyka zmarłych
Według treści z tabliczek pochowane osoby urodziły się między 1646 a 1852, zmarły natomiast między 1729 a 1852. Średni wiek w momencie śmierci to 56 lat.

## Wykorzystanemetody datowania
Do wyznaczenia wieku szczątków wykorzystano m.in. badanie zmian powierzchni spojenia łonowego, szlifów mikroskopowych tkanki kostnej i racemizaci aminokwasów w zębach, a także czas zrastania się szwów czaszkowych u człowieka.

## Efekty badań
Po porównaniu wyników badań z danymi z tabliczek okazało się, że użyte w datowaniu tradycyjne metody nie są wystarczająco dokładne, gdyż wiek osób młodych został znacznie zawyżony, natomiast wiek osób starszych zaniżony (nie ma powodów by sądzić, iż błędnie treści z tabliczek zostały celowo tam umieszczone). Powodem takiej różnicy jest fakt, iż ludzie pochowani w Spitalfields zmarli z przyczyn naturalnych. Wyniszczone organizmy młodych osób były, więc "starsze" pod względem biologicznym niż właściwy wiek zmarłych. Analogiczne wnioski wysunięto dla osób starszych: mimo wieku zachowali oni relatywnie "młode kości". W konsekwencji odkryć z Christ Church naukowcy zostali zmuszeni do opracowania dokładniejszych metod, które pozwoliłyby na oszacowanie zupełnie bezwzględnego wieku w momencie śmierci.